# 241113 Zhongda
241113 Zhongda este un asteroid din centura principală de asteroizi.

## Descriere
241113 Zhongda este un asteroid din centura principală de asteroizi. A fost descoperit pe 21 iulie 2007 la Observatorul Lulin de Ye Quan-Zhi și Hong Qin Lin. Asteroidul prezintă o orbită caracterizată de o semiaxă mare de 2,35 ua, o excentricitate de 0,09 și o înclinație de 7,8° în raport cu ecliptica.